# Cesare Cremonini (filósofo)
Cesare Cremonini (latinizado: Cæsar Cremoninus ou Cæsar Cremonius; Cento, 22 de dezembro de 1550 – Pádua, 19 de julho de 1631) foi um filósofo natural italiano. Pertence juntamente com Jacopo Zabarella aos mais significativos representantes do aristotelismo do vêneto (Escola Paduana de Filosofia).

## Vida
Completou seu estudo na Universidade de Ferrara, onde foi professor de filosofia aos 21 anos de idade. Após 17 anos em Ferrara sucedeu em 1591 Jacopo Zabarella na Universidade de Pádua, na época uma das mais renomadas da Europa. Em 1601 sucedeu Francesco Piccolomini em sua cátedra. Foi amigo de Galileo Galilei.
Cremonini morreu de peste.

## Alunos (seleção)
- William Harvey
- Joachim Jungius
- Ioannis Kottounios
- Justus Lipsius
- Gabriel Naudé
- Guy Patin
- Antonio Rocco
- Corfitz Ulfeldt

## Publicações selecionadas
- Explanatio proœmii librorum Aristotelis De physico auditu (1596)
- De formis elementorum (1605)
- De Anima (1611)
- Disputatio de cœlo (1613)
- De quinta cœli substantia (1616)
- De calido innato (1626)
- De origine et principatu membrorum (1627)
- De semine (1634)
- De calido innato et semine (1634)
- De sensibus et facultate appetitiva (1634)
- Dialectica (1663)